# Maciej Gawlikowski
Maciej Jacek Gawlikowski (ur. 6 kwietnia 1967) – działacz opozycyjny, reporter, autor filmów i książek, producent telewizyjny.

## Działalność opozycyjna (do 1990)
W drugiej połowie lat 80. jeden z przywódców Konfederacji Polski Niepodległej w Małopolsce, lider Organizacji Młodzieżowej KPN. Członek Rady Politycznej KPN. Związany z KPN od 1983, członek KPN w latach 1984–1990. Od wprowadzenia stanu wojennego aktywny w opozycji młodzieży szkół średnich, m.in. współwydawał pismo „Niezależność”. Drukował „Aktualności” – pismo Regionalnej Komisji Wykonawczej Solidarności Małopolska (1983–1984), organizując w swoim domu drukarnię. Redaktor i wydawca prasy podziemnej: „Niepodległość” (od 1984), „Przegląd Krakowski” (1985), „Contra” (1986–1987), „Informator” (wydawane wspólnie przez OM KPN i Niezależne Zrzeszenie Studentów), „Detonator” (1988). Dziennikarz pisma „Czas Solidarności” (1988–1990). Represjonowany przez Służbę Bezpieczeństwa. Od maja 1982 do lipca 1990 wielokrotnie zatrzymywany. W styczniu 1984 zatrzymany, oskarżony przed Sądem dla Nieletnich o druk i kolportaż nielegalnych wydawnictw (sprawę umorzono na mocy amnestii) oraz relegowany z liceum z zakazem nauki w państwowych szkołach dziennych. Za pobicie go podczas zatrzymania prokurator pionu śledczego IPN postawił w 2010 zarzuty funkcjonariuszowi SB Edwardowi W. i skierował jego sprawę do sądu. W październiku 1985, po zatrzymaniu pod sfingowanym zarzutem, uciekł z konwoju SB, ukrywał się. Był ścigany listem gończym. Po kilku miesiącach wyszedł z ukrycia, kilka dni po ujawnieniu się został pobity przez „nieznanych sprawców”. Prokuratura oskarżyła go o samouwolnienie się, ale sprawę umorzono. Wielokrotnie karany przez Kolegia do Spraw Wykroczeń za udział w demonstracjach. W demonstracji 3 maja 1987 pobity przez cywilną bojówkę MO i SB. Rozpracowywany przez SB w ramach SOR: „Aerozol”, „Historyk”, „Ośmiornica”, „Nowy”, „Tor”, „Konspiratorzy” oraz prowadzonej przeciw niemu sprawie o kryptonimie „Desperat”. Od 1983 do 1989 roku uczestnik corocznych Marszów Szlakiem I. Kompanii Kadrowej Józefa Piłsudskiego na trasie Kraków-Kielce. Od 1984 roku ich współorganizator i członek Komendy Marszu. Po porwaniu ks. Popiełuszki uczestnik straży porządkowej przy Kościele Św. Stanisława Kostki na Żoliborzu (od 21 października do 7 listopada 1984). W początku 1985 roku uczestnik głodówki w intencji uwolnienia więźniów politycznych w kościele w Krakowie-Bieżanowie. Jeden z przywódców organizowanej przez KPN okupacji gmachu KW PZPR w Krakowie (styczeń 1990).
W 2009 odznaczony „za wybitne zasługi dla niepodległości Rzeczypospolitej Polskiej, za działalność na rzecz przemian demokratycznych” przez prezydenta Lecha Kaczyńskiego Krzyżem Kawalerskim Orderu Odrodzenia Polski. w 2017 otrzymał Krzyż Wolności i Solidarności.

## Działalność dziennikarska, autorska i producencka (od 1990)
Od 1990 dziennikarz TVP. Reporter i wydawca regionalnego programu informacyjnego „Kronika Krakowska”, korespondent „Wiadomości”, „Panoramy”, „Teleekspresu” (1990–93). Reporter „Panoramy” (1992). Redaktor agencji informacyjnej SIS-Serwis (1993–94). Jeden z organizatorów, współautor i wydawca pierwszego w polskiej telewizji programu szybkiej publicystyki „Puls dnia” (1994–1996). Szef Redakcji Informacji „TV Wisła” (1996-97). Korespondent telewizji RTL 7, programów „7 minut” i „Zoom” (1997–2000). Niezależny producent programów i filmów telewizyjnych. Współautor (razem z Antonim Dudkiem) wywiadu-rzeki z Leszkiem Moczulskim, pt. „Bez wahania” (1993) oraz książki „Niepokonani” (razem z Mirosławem Lewandowskim). Autor wielu reportaży telewizyjnych, m.in. „Drugi szereg” (1992 r.), „Fachowcy” (2007 r.) oraz filmów dokumentalnych, m.in.: „Zastraszyć księdza” (2006 r., współpraca: Ewa Nowicka), „Maciej Słomczyński” (2007 r.), „Władysław Broniewski” (2008 r.), „Pod prąd” (2009 r.).
Publikował m.in. w „Newsweeku”, „Tygodniku Powszechnym”, „Pressjach”.
Po emisji reportażu „Drugi szereg” ujawniającego kulisy napaści milicyjnych bojówek na uczestników pochodu patriotycznego w dniu 3 maja 1987 pod Wawelem został oskarżony z urzędu o ujawnienie nazwiska jednego z napastników, służącego wówczas w policji. Stanął przed sądem karnym. Sprawę umorzono ze względu na „działanie oskarżonego z wyższych pobudek”.
Po emisji filmu „Zastraszyć księdza” opisującego na kanwie historii ks. Tadeusza Isakowicza-Zaleskiego mechanizmy działania IV Wydziału Służby Bezpieczeństwa, były oficer SB Kazimierz Aleksanderek groził Gawlikowskiemu śmiercią za emisję fragmentów nagrania rozmowy na temat walki SB z Kościołem oraz współdziałania SB i KGB w Watykanie. Aleksanderek został oskarżony przez prokuraturę za groźby karalne i skazany prawomocnym wyrokiem. Po ujawnieniu w filmie, że szefem ochrony Muzeum AK w Krakowie jest były funkcjonariusz IV Wydziału SB, Ryszard Palczykowski, został on dyscyplinarnie zwolniony z pracy.
Po emisji reportażu „Fachowcy” ukazującego zaangażowanie obecnych wysokich rangą funkcjonariuszy policji w tłumienie patriotycznych manifestacji pracę straciło kilku jego bohaterów, m.in. Tomasz Warykiewicz – doradca szefa CBA i Andrzej Śliwonik – szef archiwum krakowskiej policji; Bogdan Łukaszewicz – zastępca komendanta wojewódzkiego policji – został odwołany z funkcji kilka tygodni później. Pion śledczy IPN wszczął po emisji reportażu postępowanie przeciw sprawcom pobicia demonstrantów przez milicyjnych bojówkarzy. W efekcie w 2010 r. sześciu z nich stanęło przed sądem. Proces jest w toku. Sprawę siódmego podejrzanego wyłączono do odrębnego postępowania.
Publikacja reportażu „Droga krzyżowa Jacka Żaby” (współpraca: Michał Olszewski, Tygodnik Powszechny, 19.05.2008) spowodowała dymisję eksperta sejmowej komisji d.s. nacisków, Jerzego Stachowicza, opisanego jako zaangażowanego w zwalczanie krakowskiej opozycji oficera SB. Skutkiem publikacji było też wszczęcie przez prokuratorów IPN śledztwa w sprawie znęcania się nad więźniem w krakowskim areszcie śledczym w latach 80.
Film „Pod prąd” z 2009 roku na temat historii KPN mimo pozytywnej kolaudacji przez długi czas nie był pokazywany w TVP i uważany za „półkownika”. Emisja nastąpiła dopiero 12 grudnia 2012, w przeddzień rocznicy wprowadzenia stanu wojennego.
Po opublikowaniu artykułu „Jezusie wróć go do życia” w 2010 prezydent RP Bronisław Komorowski na wniosek wojewody małopolskiego Stanisława Kracika odznaczył rodziców Bogdana Włosika Krzyżem Kawalerskim Orderu Odrodzenia Polski.
Maciej Gawlikowski i Mirosław Lewandowski są autorami książek z cyklu „ROPCiO i KPN w Krakowie”. Drugi tom z tego cyklu („Gaz na ulicach”) został wybrany przez czytelników Książką Historyczną Roku 2012, a w 2015 roku nagrodę tę przyznano kolejnej ich wspólnej książce „No Future! Historia krakowskiej FMW”.